# Система сигнализации пожара в авиации

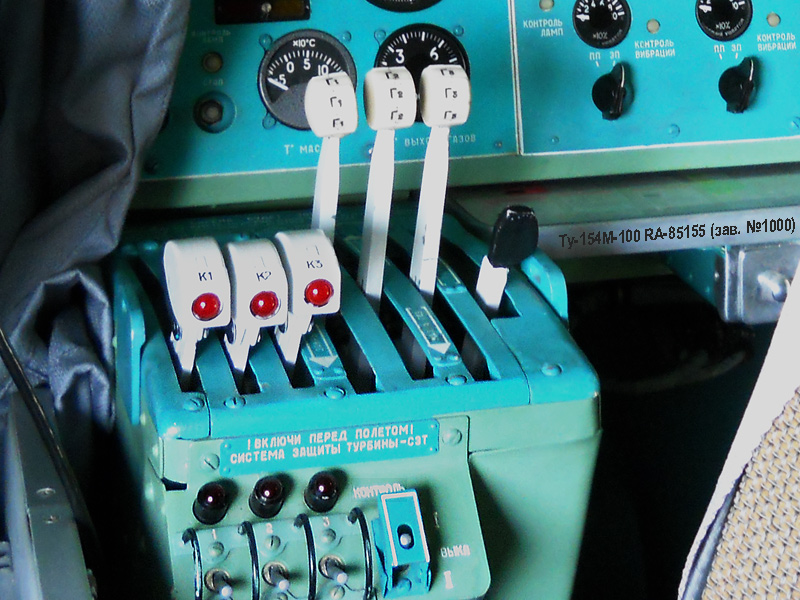
Стоп-краны Ту-154М с красными лампами пожара

Система пожарной сигнализации (самолеты и вертолеты) — совокупность устройств для обнаружения и выдачи сигнала о пожаре.:п.19 Между собой системы отличаются принципом действия, условиями применения, конструктивным исполнением и т.д. При этом, все эти системы состоят из датчика (датчиков), усилительно-исполнительного блока, цепей сигнализации. Реле и контакторы, баллоны с пламегасящим составом и нейтральным газом , краны, трубопроводы и т.п. в комплект ССП не входят, но вместе с комплектом ССП образуют систему автоматического пожаротушения ЛА.

## Принцип действия
Наиболее распространённые системы сигнализации о пожаре типа ССП представляют собой тепловые системы с точечными термоэлектрическими датчиками. Чувствительным элементом датчика является термобатарея из последовательно соединённых термопар. Такая батарея имеет чередующиеся инерционные и малоинерционные спаи. Датчики размещаются в наиболее пожароопасных местах - отсеках двигателей, ВСУ, редукторном отсеке несущего винта на вертолёте, иногда — в отсеках топливных баков, различных техотсеках с оборудованием; в других местах, обусловленных конструкцией ЛА.
В исполнительных блоках системы применяются высокочувствительные низкоомные поляризованные реле, которые срабатывают при появлении термоЭДС с датчиков. В дальнейшем сигнал с исполнительного блока поступает на коммутационные реле и далее на пиропатроны пожарных баллонов и электрокраны в системе конфигурации трубопроводов огнегасящего состава. Пиропатроны открывают выход фреона из баллонов в систему, электрокраны направляют фреон в нужный отсек. Баллоны с фреоном (хладоном 114В2) объединены в несколько очередей (как правило, три), каждую из которых можно разрядить в любой из отсеков. Например, на самолётах Ту-154 и Ан-124 «Руслан» имеются по три очереди, но на Ту-154 системой защищены 4 отсека (гондолы трёх двигателей и отсек ВСУ), а на Ан-124 — гораздо больше: гондолы всех четырёх двигателей и обеих ВСУ, носки и задние отсеки крыла, отсеки гидроагрегатов и зализы крыла.
На старых типах ЛА имелась также система тушения пожара в двигателях, но она оказалась неэффективной, так как горение топлива внутри двигателя неопасно для самолёта и быстро прекращается при перекрытии топлива, а высокотемпературное горение титановых лопаток компрессора, возникающее в атмосфере избытка воздуха при разрушении и трении деталей компрессора, прекратить подачей фреона невозможно. Поэтому в новые двигатели система пожаротушения, неоправданно усложняющая двигатель, не закладывается, со многих старых (например, с двигателей НК-8-2У самолётов Ту-154Б) демонтируется при доработке. Кроме того, в двигателях НК-8 при капитальном ремонте титановый компрессор высокого давления заменяется на стальной.

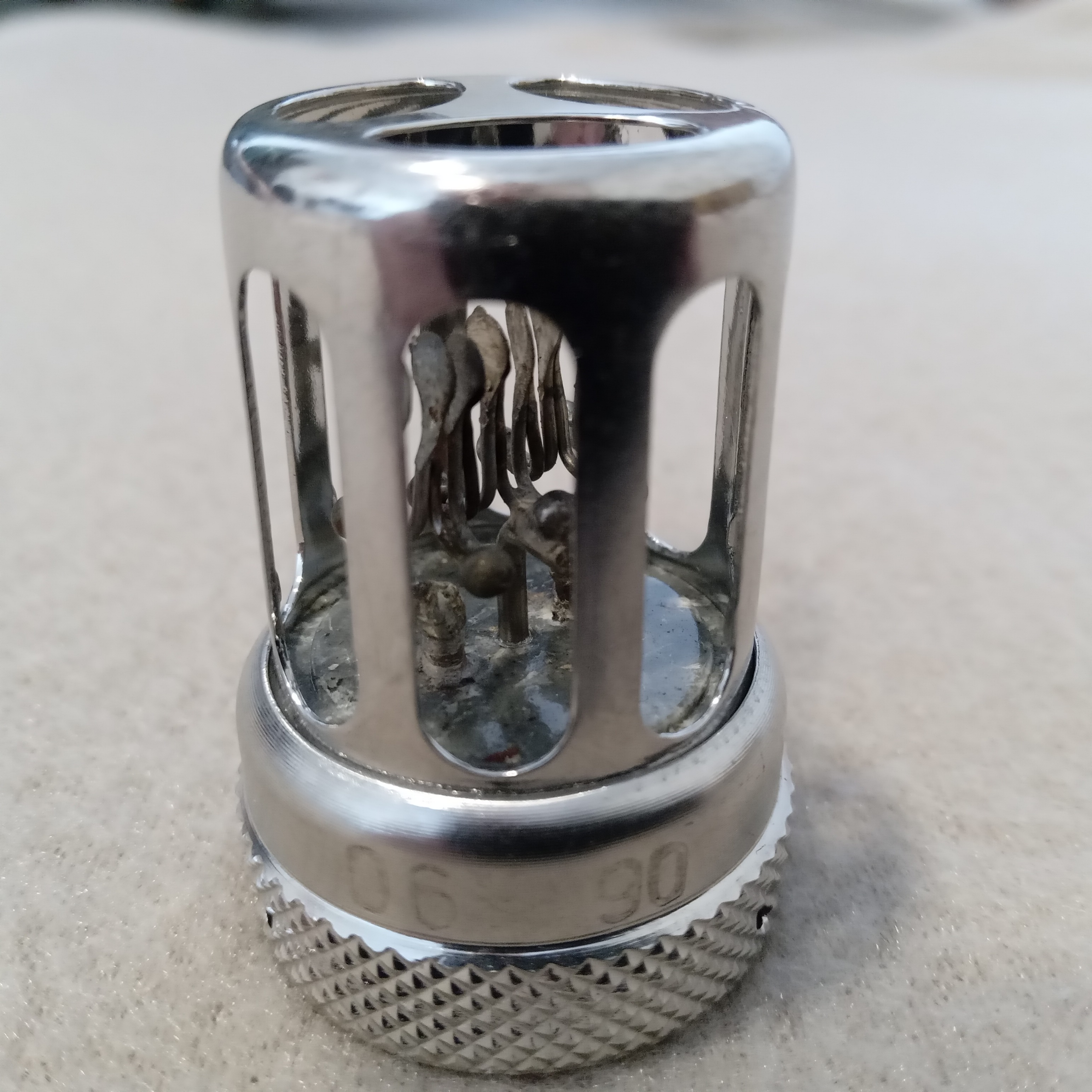
Cигнализатор пожара ДПС-1АГ

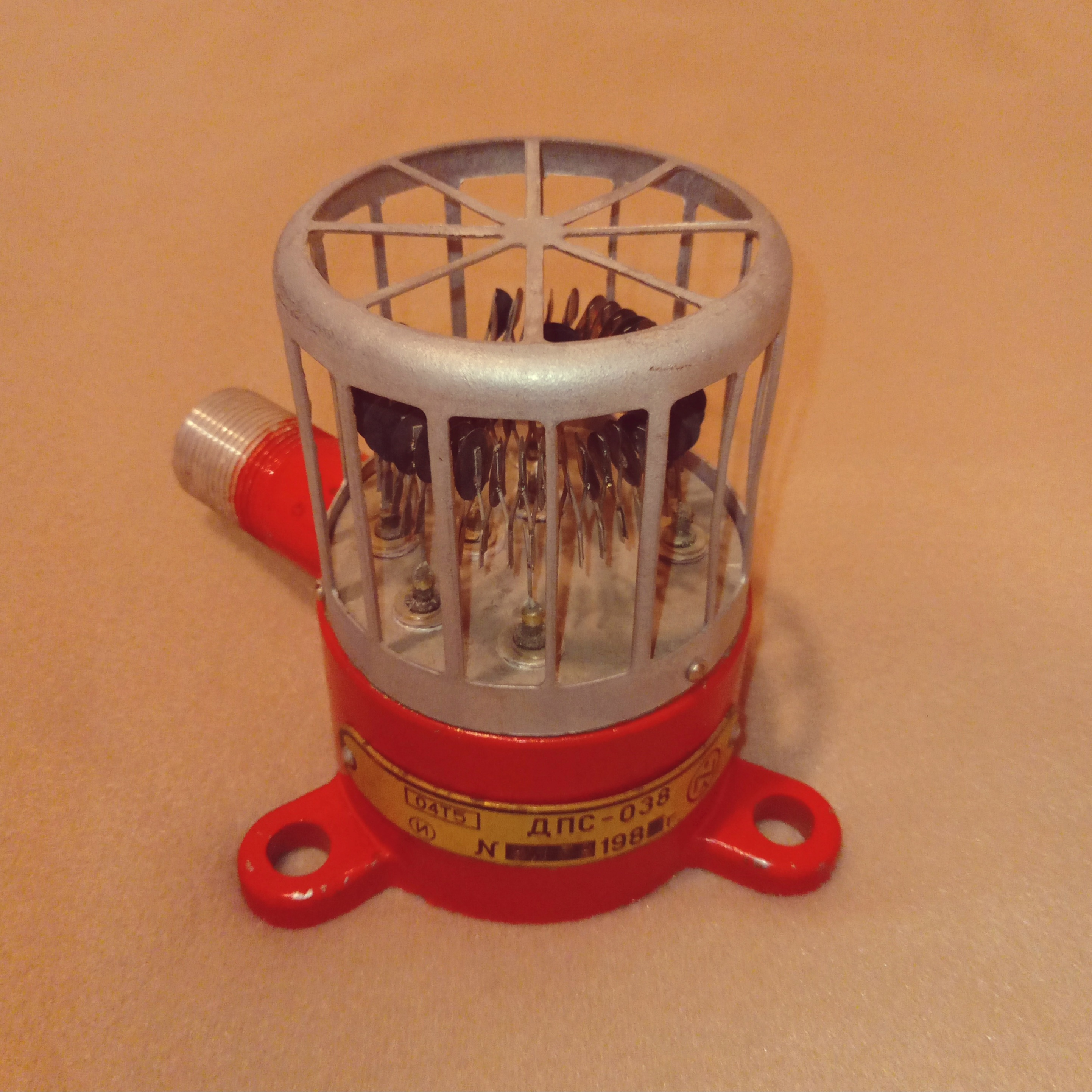
Cигнализатор пожара ДПС-038

Системы пожарной сигнализации с термоэлектрическими датчиками получили самое широкое распространение в военной и гражданской авиации. Наиболее применяемые модификации на ВС производства СССР и постсоветских стран: ССП-ФК, ССП-2А, ССП-2АМ, ССП-2И, ССП-2Им, ССП-6, ССП-7, ССП-11, ССП-12. Системы 1С7К и 2С7К также относятся к вышеобозначенным модификациям, хотя и предназначены только для контроля внутридвигательных отсеков.
В багажно-грузовых отсеках, как правило, устанавливается не термоэлектрическая пожарная сигнализация, а сигнализация задымления. Так, дымосигнализатор ДС-3М, установленный на многих ВС советского производства, работает на эффекте рассеяния света частицами дыма: в сигнализаторе установлены лампа накаливания (СМ-28-4,8, на 4,8 Вт, установка лампы другого типа категорически запрещена во избежание неправильной работы датчика) и фотоэлемент, разделённые перегородкой. Дым, попадая внутрь датчика, рассеивает свет лампы, вызывая засветку фотоэлемента и выдачу сигнала о задымлении. Ликвидируется пожар в багажниках не системой пожаротушения, а вручную бортинженером при помощи ручных огнетушителей.
Работа системы пожаротушения максимально автоматизируется, чтобы разгрузить экипаж от принятия решений в быстро развивающейся аварийной ситуации. Так, на большинстве типов ЛА автоматически открывается кран подачи хладона в тот отсек, из которого пришёл сигнал о пожаре, на некоторых типах сразу срабатывают пиропатроны первой очереди, что, однако, бывает малоэффективно из-за продолжения поступления к двигателю топлива. При пожаре ВСУ она может автоматически выключаться, на некоторых сериях ВС — только при обжатом шасси, то есть при нахождении самолёта на земле, чтобы исключить останов ВСУ и обесточивание самолёта при полёте с отказавшими основными двигателями или генераторами и ложном появлении сигнала о пожаре ВСУ.
На Ту-154М из-за неэффективности немедленного срабатывания I-й очереди в гондолу горящего двигателя система пожаротушения была доработана. При поступлении сигнала о пожаре в мотогондоле (срабатывании обоих каналов системы) на щитке противопожарной системы и в головке стоп-крана горящего двигателя загорается сигнал пожара. После закрытия стоп-крана (что останавливает двигатель) автоматически закрывается топливный пожарный кран, чем прекращается подача топлива из расходного бака к горящему двигателю. После закрытия стоп-крана на щитке ППС загорается табло «Топливо закрыто» и на горящий двигатель автоматически срабатывает первая очередь пожаротушения.

## Технические данные
ОТД ССП-2А, как одной из самых распространённых на отечественных типах ЛА:
В один комплект системы входит блок исполнительный БИ-2АЮ с 18-ю датчиками ДПС-1АГ, соединёнными в группы по три штуки последовательно.
Климатические условия:
- от -60°С до +70°С для блока
- от -60°С до +350°С для датчика
- влажность до 98 %
- давление до 15 мм ртутного столба

Вибрация:
- 20÷80 Гц при 0,8÷2,3 g для блока
- 20÷200 Гц при 2,5÷5 g для датчика
- инерционность системы менее 1 сек

Условия срабатывания датчиков:
- нагрев датчиков до t более 150 °С
- нарастание температуры более 2 °С/сек

Вес одного комплекта — 4 кг
Электропитание — от бортсети 27±10 В.
ССП с иными принципами действия
Также на борту ЛА применяются ССП ионизационного типа, принцип действия которых основан на электропроводимости пламени (ИС-5М); линейная ССП типа ЛС-1 с трубчатым полупроводниковым датчиком с отрицательным ТКС (при нагреве сопротивление датчика резко уменьшается); некоторые другие.